# 伊涅莎·科兹洛夫斯卡娅
伊涅莎·别涅季克托夫娜·科兹洛夫斯卡娅（俄语：Инеса Бенедиктовна Козловская，1927年6月2日—2020年2月19日），俄罗斯生理学家，医学博士，俄罗斯科学院生物医学问题研究所研究员，俄羅斯科學院通讯院士。

## 生平
1927年生于中华民国哈尔滨。当时他的父亲在苏联驻哈尔滨总领事馆工作。1938年，一家人回到莫斯科。1954年毕业于国立莫斯科第一医科大学生理学研究生专业，获副博士学位，后留校任教。1966年至1971年，在洛克菲勒大學米勒实验室工作。
1976年，获全博士學位。1977年后，一直在俄罗斯科学院生物医学问题研究所从事生理学研究，1986年任运动生理学与预防研究部门主任。她还领导研究团队从事太空重力与人体神经生理反应的研究，是国际宇航科学院成员。
1996年获俄罗斯联邦功勋科学工作者荣誉称号。2000年当选俄羅斯科學院通讯院士。2001年获俄罗斯联邦国家奖。
2020年2月19日在莫斯科逝世，葬于特罗耶库罗夫公墓。